# Tasik
Tasik (in armeno Թասիկ) è un comune di 291 abitanti (2010) della Provincia di Syunik in Armenia.